# Сиротинін Микола Миколайович
Мико́ла Микола́йович Сироти́нін (14 [26] листопада 1896 — 4 квітня 1977) — лікар-науковець, український патофізіолог; член-кореспондент АН УРСР (з 1939), дійсний член Академії Медичних Наук СРСР (з 1957). Заслужений діяч науки УРСР(1941), лауреат Премії ім. О.О. Богомольця АН УРСР (1976), Державної премії України в галузі науки і техніки (2000, посмертно). 

## Життєпис
Народився 26 листопада 1896 року у Саратові.
Закінчив Саратовський університет (1915-1924), де з 1921 р. розпочав наукову діяльність під керівництвом свого вчителя акад. О.О. Богомольця, згодом працював під його проводом у Москві, завідував кафедрою у Казані. З 1934 року на запрошення О.О. Богомольця переїхав до м. Києва до очолюваного ним Інституту експериментальної біології та патології, де створив і очолював (1934-1976) науковий відділ (нині - відділ гіпоксії Інституту фізіології ім. О.О. Богомольця НАН України). Завдяки значним науковим досягненням працював на керівних постах у ряді інститутів АН УРСР, очолював відділ імунології Українського науково-дослідного інституту туберкульозу, з 1946 р. — відділ Інституту клінічної фізіології АН УРСР. У 1955—1961 роках професор кафедри патофізіології Київського медичного інституту. М.М. Сиротинін - один з засновників української патофізіології, який зробив вагомий внесок у більшість її напрямків, є засновником вітчизняної імунології, високогірної фізіології, реаніматології, космічної фізіології та медицини. Однак найбільшу увагу вчений приділяв всебічним дослідженням гіпоксії, здійснив 35 високогірних експедицій, розробив піонерські методи адаптації до гіпоксії, оксигено- та гіпокситерапії багатьох захворювань. Засновник української гіпоксичної школи, дослідження якої були піонерськими і в багатьох напрямках залишаються передовими на вітчизняних та світових теренах.  

Меморіальна дошка Миколі Сиротиніну у будівлі Інституту фізіології

Праці Сиротиніна (понад 200) присвячені питанням імунології, алергії, реактивності, висотної фізіології, гіпоксемії, порівняльній патології запалень, методології та історії медицини (з них низка монографій); українською мовою «Життя на висотах і хвороба висоти» (1939).
Серед учнів Миколи Сиротиніна — доктори та кандидати медичних наук, серед яких Павло Білошицький, Олександра Івашкевич, Ася Колчинська, Ніна Лауер, Віталій Антоненко тощо.
Помер 4 квітня 1977 року.

## Наукові нагороди
Нагороджений медалями: «Восход - 2» (1965), Ім. Я. Пуркіньє Чехословацького медичного товариства (1970).